# Heroes of Might and Magic V: Hammers of Fate
Heroes of Might and Magic V: Hammers of Fate je první datadisk pro tahovou strategii Heroes of Might and Magic V.

## Nový obsah
- Nová rasa (trpaslíci), která může používat runovou magii. Runová magie je nový druh magie, který místo many využívá suroviny a pomáhá trpasličím jednotkám v boji.
- Nová „polorasa“ (odpadlíci azylu), která nemá vlastní město a její jednotky jsou upravenými a přebarvenými jednotkami Azylu
- 10 nových objektů na mapách
- 14 nových artefaktů
- Nové neutrální jednotky (vlk, mumie, mantikora)
- Nová kampaň obsahující 15 misí ve 3 kapitolách, které přinášejí nový scénář a postavy
- Nové mapy pro singleplayer i multiplayer
- Nový terén (sníh)
- Nový soundtrack od Roba Kinga
- Vylepšené animované scény se synchronizovanými pohyby rtů a zvláštními animacemi

## Kampaně

### Kampaň azylu
Gryfí říše je po nadvládě nekromantů a invazi démonů zpustošená, vyčerpaná a plná démonů. Proto Alaric, arcibiskup Isabely, chce démony v Gryfí říši vymýtit. Bere si na pomoc krvežíznivého Laszla a Freydu, kterou Isabela povýší na generála vojsk. Nejprve potáhnou na hranice s Irollanem, kde sídlí rebelové už od nekromantské války. Vede je lord Caldwell a arcibiskup Randall. Alaric je přesvědčuje, aby se vrátili dod Gryfí říše a uctívali napravenou církev svaté Isabely. Tak proto je napadne a pozabíjí všechny rebely včetně Randalla a Caldwella, a elfy žijící na tomto území. Dalším cílem se stane Jelení vévodství, kde má údajně být Andrej, Nikolajův bratranec. Dobudou Horncrest, hl. město Jeleního vévodství a porazí jeho vévodu Duncana. Nakonec se chtějí dostat do Grinheimu, země trpaslíků, kde se má schovávat Andrej. Freyda to chce vyjednat mírovou cestou, ovšem Laszlo zaútočí na Tor-hrall a vše je zmařeno. Proto musí Freyda utéct pryč z Grinheimu. Ihned osvobodila Duncana a spolupracovala s rebely.

### Kampaň pevnosti
Grinheim je ve válce s Gryfí říší a proto Wulfstan musí ochránit města na hranicích. Wulfstan je navíc prohlášen za vyhnance. Král Tolghar navíc uzavřel s falešnou Isabelou spojenectví. Navíc Tolghar začal válku s temnými elfy na nátlak Isabely. Wulfstan nechce nechat v Grinheimu žádné gryfí jednotky a proto dobývá města obsazená Laszlem a dostane až k Tor-Hrallu, kde se setká s Duncanem a ten mu pomůže s dobytím města. Nakonec spolu osvobodí celé Jelení vévodství, dobyjí zpět Horncrest a zabijí Laszla. Při jeho vraždě se zjeví scéna, kdy Freyda uvidí smrt svého otce Godrika a uvidí dokonce Elratha, dračího boha světla. Ten jí daruje anděly.

### Kampaň kobky
Po odchodu Raelaga se Ygg-chall změnil. Některé klany pokračují v uctívání Malassy, jiní ovšem obnovili starý kult démonů, zejména rod Soulscar. Proto Ylaya, temná elfka z rodu Shadowbrand a opatrovnice Raelaga, se snaží zjistit co nejvíce o novém spojenectví mezi Soulscary a démony. Naneštěstí je prozrazena. Poté, co najde Raelaga s pravou Isabelou, připravují zničení Thralsaie. Ylaya musí najít černé draky, protože bez nich nemají Raelag, Isabela a Ylaya žádnou šanci. To se nakonec Ylaye podaří, černé draky přivede na bojiště a s jejich pomocí zabijí Thralsaie. Raelag musí Isabelu s Ylayou opustit, má před sebou nový úkol. Ylaya tedy doprovodí Isabelu do Horncrestu. Najednou zjišťují, že Horncrest je obležen vojsky falešné Isabely. Tuto obranu Ylaya prolomí a osvobodí Duncana, Wulfstana a Freydu. Wulfstan chce získat zpět Tor Hrall, který je v držení krále Tolghara. Nezbývá mu nic jiného bež ho zabít. Ostatní se soustředí zastavit nájezdy démonů na Horncrest. Po dobytí démonických měst v podzemí nastane dočasný mír. Na řadu se tak dostává nová rasa a nový děj - Skřeti.

## Nové prvky
- Karavany - umožňují i bez pomoci hrdiny přesouvat jednotky z jednoho města do druhého
- Generátor náhodných map

### Simultánní tahy
Simultánní tahy umožňují při hře dvou a více hráčů odehrávat všem hráčům současně. Poté, co jeden z hráčů vstoupí na území jiného hráče, simultánní tahy skončí a do konce hry se už hraje standardní tahový model.

## Jednotky

### Pevnost
- Level 1. Obránce → Štítonoš
- Level 2. Kopiník → Záškodník
- Level 3. Jezdec na medvědu → Jezdec na černém medvědu
- Level 4. Rváč → Berserkr
- Level 5. Runový kněz → Runový patriarcha
- Level 6. Thén → Vojevůdce
- Level 7. Ohnivý drak → Lávový drak

### Odpadlíci Azylu
- Level 1. Vymahač
- Level 2. Mistr kuše
- Level 3. Zastánce
- Level 4. Bojový gryf
- Level 5. Fanatik
- Level 6. Šampion
- Level 7. Padlý anděl

## Opravné patche
Patch 2.1 - vydán 30. ledna 2007 - opravuje chyby, vylepšuje editor map a balancuje jednotlivé schopnosti (změnily se principy Nekromancie a Výcviku)